# ژاله‌پوش شاهی
دروسرا شاهی (نام علمی: Drosera regia) نام یک گونه از سرده دروزا است.